# Casarea dussumieri
Casarea dussumieri là một loài rắn trong họ Bolyeriidae, trong chi đơn loài Casarea. Nó là loài còn sinh tồn duy nhất trog họ Bolyeriidae, và là loài đặc hữuu của đảo Round, Mauritius. Loài này không có phân loài được công nhận.